# Marais Morts
Marais des Morts
Les Marais Morts (Dead Marshes en anglais, Marais des Morts dans l'ancienne traduction) sont un endroit fictif de la Terre du Milieu de J. R. R. Tolkien apparaissant dans Le Seigneur des anneaux.

## Géographie
Ils se trouvent au nord-ouest de la Porte Noire, l'entrée du pays de Mordor, et sont jonchés des cadavres des Hommes et Elfes tombés au combat lors de la bataille de Dagorlad et d'autres affrontements, qu'ils ont absorbé durant leur croissance continue. Dans Le Seigneur des anneaux, Frodon et Sam y sont conduits par Gollum pour atteindre la Porte Noire. Frodon manque de succomber au charme des feux follets des marais, dont Gollum affirme qu'il s'agit de signes des morts, et que ceux qu'ils hypnotisent rejoignent les Morts dans la tourbe.
Plusieurs auteurs, parmi lesquels J.E.A. Tyler dans son Complete Tolkien Companion, ont suggéré que les Marais Morts ne sont qu'une extension vers l'est du Nindalf, le marécage situé face au delta intérieur par lequel l'Entévière se jette dans l'Anduin. Dans son Atlas du Seigneur des Anneaux, Barbara Stratchey semble aller jusqu'à considérer que « Nindalf » et « Marais Morts » désignent la même étendue marécageuse, mais il s'agit manifestement d'un abus.
Tolkien a suggéré que sa description des Marais des Morts a été influencée par son expérience personnelle de la Première Guerre mondiale, notamment la bataille de la Somme. Le roman Elle de H. Rider Haggard a également pu inspirer Tolkien.

## Histoire
Dagorlad (« Plaine de la Bataille » en sindarin) est une vaste plaine nue située au nord de la Porte Noire et à l'est de l'Emyn Muil.
À la fin du Deuxième Âge et pendant le Troisième, c'est une terre totalement déserte, sans la moindre végétation. On n'y trouve même pas « cette végétation rabougrie qui se nourrit de pourriture » ; tout juste une couverture des sédiments vomis par l'Orodruin, sous un soleil implacable qu'obscurcissaient seulement les fumées de Mordor. Avant la construction de Barad-dûr, il est possible qu'elle ait été une terre ensoleillée, couverte de végétation et assez humide, en raison peut-être des effets de la Mer de Rhûn sur cette région.
En l'année 3434 du Deuxième Âge, la plaine est le théâtre d'une gigantesque bataille au cours de laquelle la Dernière Alliance des Elfes et des Hommes vainquit l'armée de Sauron, obligé alors de se retirer à Barad-dûr. C'est dans cette bataille que tomba Malgalad-Amdír, le roi des Elfes de Lothlórien, père d'Amroth, ainsi qu'Oropher, Roi de Vert-Bois-le-Grand et père de Thranduil. Les guerriers tombés lors de cette bataille sont si nombreux que la région garda le nom de « Marais des Morts » et resta considérée comme hantée.
D'autres batailles s'y déroulent au Troisième Âge : en 1899, le roi Calimenhtar de Gondor y bat les Orientais, et en 1944, le roi Ondoher est battu et tué à Dagorlad. Frodon, Sam et Gollum traversèrent une partie de cette plaine impressionnante, après avoir franchi les Marais des Morts.